# Myrmecophaga caroloameghinoi
Myrmecophaga caroloameghinoi es una especie extinta del género Myrmecophaga (siendo el más antiguo componente del mismo) cuyos integrantes son denominados comúnmente osos hormigueros gigantes, osos bandera o yurumíes, teniendo un único representante viviente (Myrmecophaga tridactyla) el que habita en América Central y del Sur.  

## Taxonomía
Descripción e historia taxonómica

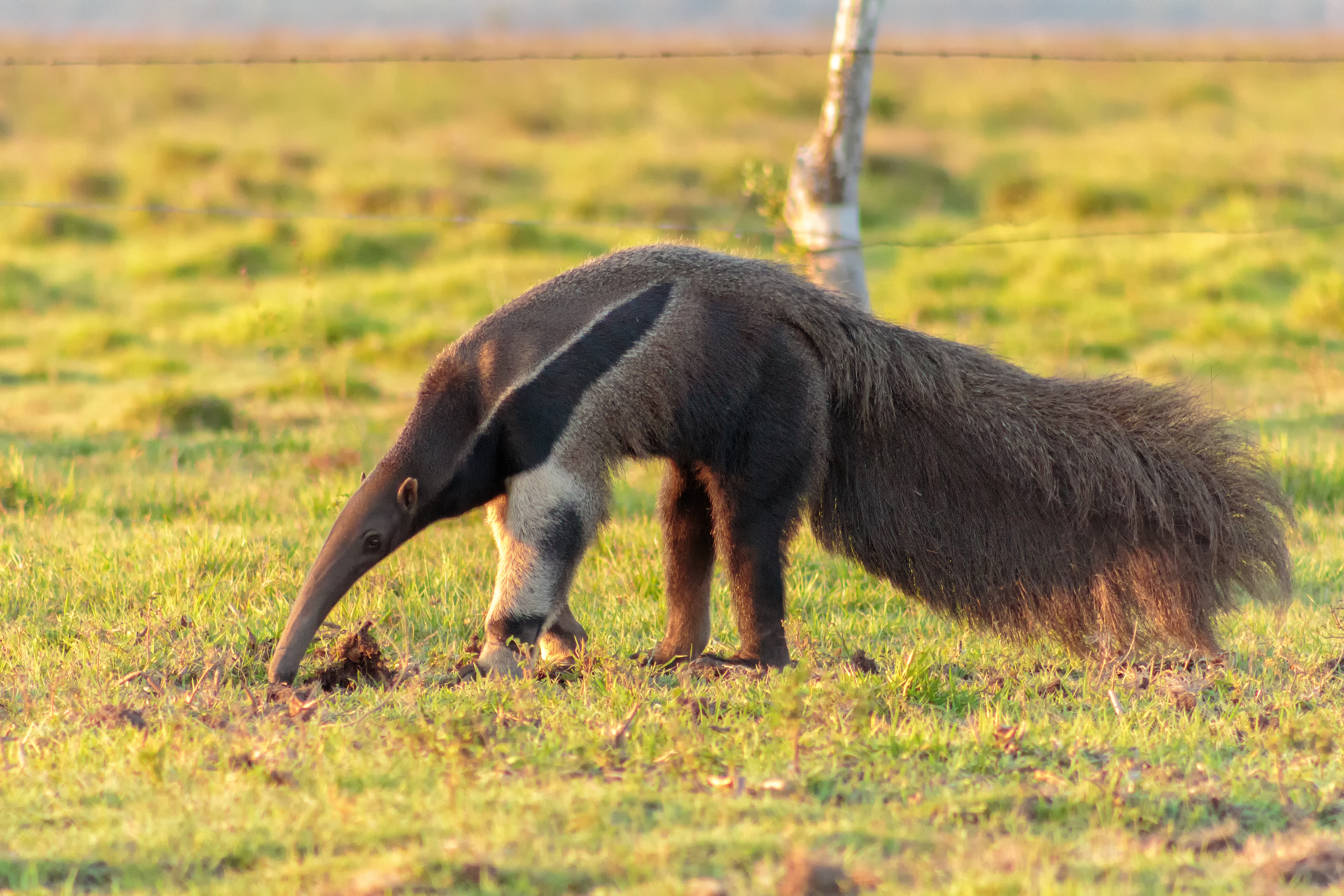
Un oso hormiguero gigante (Myrmecophaga tridactyla), especie viviente similar a la extinta M. caroloameghinoi.

Esta especie fue descrita originalmente en el año 1934 por el paleontólogo argentino Lucas Kraglievich, especialista en mamíferos fósiles, bajo la combinación científica: Nunezia caroloameghinoi, integrándola así en un género nuevo y exclusivo. En el año 1976, Sue E. Hirschfeld lo transfirió al género Myrmecophaga, señalando que su talla era menor a la de la especie viviente (M. tridactyla).
Localidad tipo
La localidad tipo donde fue recolectado el material que permitió describir la especie es el acantilado marítimo situado en la zona de Monte Hermoso, en el sudoeste de la provincia de Buenos Aires, centro-este de la Argentina.
Holotipo
El holotipo consta de un metacarpiano tercero.
Etimología
El término genérico Myrmecophaga se compone de las palabras griegas μύρμηξ (Myrmex, genitivo: mýrmēkos μύρμηκος) empleada para identificar a la ‘hormiga’ y φαγεῖν (phagein) que significa ‘comer’, refiriéndose de este modo a la dieta especializada de estos animales. El epíteto específico caroloameghinoi es un epónimo que refiere al nombre y apellido de la persona a quien le fue dedicada, el paleontólogo argentino Carlos Ciriaco Ameghino, un destacado paleontólogo de campo, colector de la mayor parte de los cientos de especies que luego describiría su famoso hermano, Florentino Ameghino; Carlos era el que realizaba agotadoras expediciones de exploración, relevamiento y colecta de piezas fósiles, a lugares hostiles de la Patagonia. Todas las muestras que lograba exhumar eran enviadas a su hermano para que las analizara y describiera.
Edad atribuida
En relación con la edad postulada para el estrato portador, varios esquemas bioestratigráficos fueron postulados para los depósitos de la Formación Monte Hermoso. En el más consensuado se propuso la existencia de dos unidades bioestratigráficas, cronológicamente sucesivas, caracterizadas por la presencia de taxones exclusivos. Myrmecophaga caroloameghinoi es exclusivo del nivel base, correspondiente a la edad Montehermosense, denominado “Biozona de T. gaudryi”. Fue asignado al Mioceno tardío-Plioceno temprano o inferior y es coincidente espacialmente con el "Hermosense
típico" de Vignati (1925), siendo la unidad correlacionada con la parte más baja de la Formación Monte Hermoso, de Zavala (1993).
Considerando las exigencias ecológicas de los Vermilingua actuales se infiere que habitó bajo un clima más cálido que el actual, subtropical o tropical, en sabanas o vegetación arbórea semiárida, con abundancia de hormigas y termitas, similar a la que actualmente se corresponde con el bosque chaqueño occidental.